# Sežana (plaats)
Sežana is een plaats in Slovenië en maakt deel uit van de gemeente Sežana in de NUTS-3-regio Obalnokraška. De plaats telde 6.037 inwoners op 1 januari 2020.
Sežana wordt voor het eerst genoemd rond 1085. Een economische bloei maakte deze plaats door sinds het uitbouwen van de wegverbinding Wenen-Triëst aan het begin van de 18e eeuw. In 1857 werd daaraan de spoorverbinding naar Triëst aan toegevoegd. Na de Eerste Wereldoorlog werd Sežana ingelijfd bij Italië tot de val van het Italiaanse fascisme in 1943.

## Bezienswaardigheden

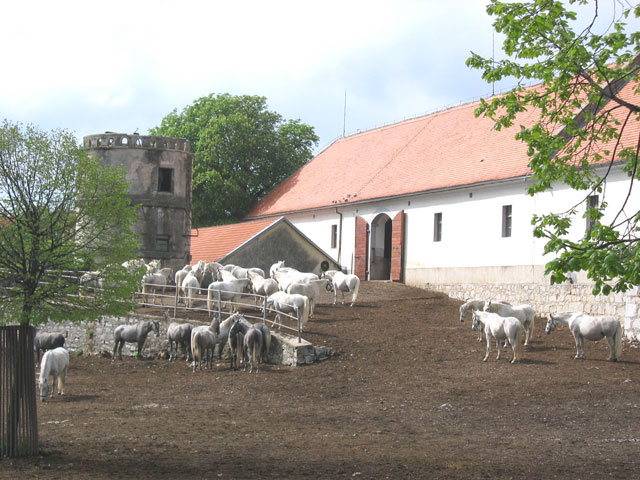
De Lipizzaner stoeteríj

De bekendste bezienswaardigheid is gelegen in het plaatsje Lipica (Italiaans: Lipizza). Het betreft de van oorsprong Habsburgse keizerlijke hofstoeterij "Lippiza" (1580-1915) die in 1580 werd opgericht. Dit is de bakermat van het bekende paardenras de Lipizzaner.

## Stedenbanden
- Pardubice (Tsjechië)